# Großer Preis von Japan 1977
Der Große Preis von Japan 1977 (offiziell XIII Japanese Grand Prix) fand am 23. Oktober auf dem Fuji International Speedway in Oyama statt und war das 17. und letzte Rennen der Automobil-Weltmeisterschaft 1977.

## Berichte

### Hintergrund
Die mit 17 WM-Läufen zum damaligen Zeitpunkt längste Formel-1-Saison der Geschichte endete wie im Vorjahr mit dem Großen Preis von Japan. Da sich die Teams Copersucar, Williams, Renault und Hesketh gegen eine Teilnahme entschieden und zudem March mit nur einem Wagen antrat – Marchs zweiter Stammfahrer Ian Scheckter konnte wegen Problemen mit seinem Visum nicht nach Japan einreisen –, konnten aufgrund des vergleichsweise kleinen Starterfeldes erstmals seit dem Großen Preis der USA West alle angereisten Fahrer am Rennen teilnehmen.
Drei einheimische Gaststarter ergänzten das Feld. Die beiden Fahrzeuge des Herstellers Kojima, die von Kazuyoshi Hoshino und Noritake Takahara pilotiert wurden, waren mit Bridgestone-Reifen ausgestattet. Das Privatteam Meiritsu Racing meldete einen Tyrrell 007 für Kunimitsu Takahashi und absolvierte den letzten Grand-Prix-Einsatz des Reifenherstellers Dunlop.
Ligier brachte erstmals in dieser Saison einen zweiten JS7 an den Start. Jean-Pierre Jarier, der den Wagen pilotieren durfte, absolvierte somit während einer Saison Grand-Prix-Einsätze für drei unterschiedliche Teams.
Gunnar Nilsson, Hans Binder und Alex Ribeiro bestritten ihren letzten Grand Prix.

### Training
Der Vorjahressieger Mario Andretti sicherte sich die Pole-Position vor James Hunt. Dahinter bildeten die beiden Brabham-Werkspiloten John Watson und Hans-Joachim Stuck die zweite Startreihe vor Jacques Laffite und Jody Scheckter.

### Rennen
Hunt übernahm die Führung, während Andretti nach einem schlechten Start auf den achten Platz hinter Scheckter, Jochen Mass und Clay Regazzoni sowie Watson, Laffite und Stuck zurückfiel. In der zweiten Runde kollidierte Andretti mit Laffite und schied aus. Beim Versuch, einem Rad auszuweichen, das von Andrettis Lotus 78 abgerissenen war, verunfallten kurz darauf Binder und Takahara.
Aufgrund eines zu späten Bremsmanövers am Ende der Start-Ziel-Geraden prallte Gilles Villeneuve in der sechsen Runde in das Heck des Tyrrell P34 von Ronnie Peterson. Sein Ferrari 312T2 überschlug sich über die Streckenbegrenzung hinweg. Der Kanadier blieb zwar unverletzt, ein Fotograf sowie ein Sportwart, die sich in der Sperrzone aufgehalten hatten, starben jedoch bei dem Unfall.
Unterdessen gingen Mass und Watson an Regazzoni und Scheckter vorbei und belegten somit die Plätze zwei und drei. Diese Reihenfolge änderte sich in der 29. Runde, als Mass wegen eines Motorschadens und Watson aufgrund eines Getriebeproblems ausschieden. Scheckter gelangte dadurch wieder auf den zweiten Rang, wurde jedoch fünf Runden später von Regazzoni überholt. Dieser wurde in Runde 44 ebenfalls Opfer eines Motorschadens. Carlos Reutemann, der zuvor Scheckter überholt hatte, nahm daraufhin den zweiten Platz ein. Laffite überholte ihn in Runde 48, schied jedoch in der vorletzten Runde wegen Kraftstoffmangels aus, wodurch Reutemann letztlich den zweiten Platz vor Patrick Depailler und Alan Jones erreichte. Laffite wurde als Fünfter gewertet vor Riccardo Patrese, der als Sechster seinen ersten WM-Punkt erzielte.
Für Hunt war dies der zehnte und letzte Grand-Prix-Sieg.

## Meldeliste
| Team                            | Nr. | Fahrer              | Chassis       | Motor                     | Reifen |
| ------------------------------- | --- | ------------------- | ------------- | ------------------------- | ------ |
| Marlboro Team McLaren           | 01  | James Hunt          | McLaren M26   | Ford Cosworth DFV 3.0 V8  | G      |
| Marlboro Team McLaren           | 02  | Jochen Mass         | McLaren M26   | Ford Cosworth DFV 3.0 V8  | G      |
| Elf Team Tyrrell                | 03  | Ronnie Peterson     | Tyrrell P34   | Ford Cosworth DFV 3.0 V8  | G      |
| Elf Team Tyrrell                | 04  | Patrick Depailler   | Tyrrell P34   | Ford Cosworth DFV 3.0 V8  | G      |
| John Player Team Lotus          | 05  | Mario Andretti      | Lotus 78      | Ford Cosworth DFV 3.0 V8  | G      |
| John Player Team Lotus          | 06  | Gunnar Nilsson      | Lotus 78      | Ford Cosworth DFV 3.0 V8  | G      |
| Martini Racing                  | 07  | John Watson         | Brabham BT45B | Alfa Romeo 115-12 3.0 F12 | G      |
| Martini Racing                  | 08  | Hans-Joachim Stuck  | Brabham BT45B | Alfa Romeo 115-12 3.0 F12 | G      |
| Hollywood March Racing          | 09  | Alex Ribeiro        | March 761B    | Ford Cosworth DFV 3.0 V8  | G      |
| Scuderia Ferrari SpA SEFAC      | 12  | Carlos Reutemann    | Ferrari 312T2 | Ferrari 015 3.0 F12       | G      |
| Scuderia Ferrari SpA SEFAC      | 21  | Gilles Villeneuve   | Ferrari 312T2 | Ferrari 015 3.0 F12       | G      |
| Shadow Racing Team              | 16  | Riccardo Patrese    | Shadow DN8    | Ford Cosworth DFV 3.0 V8  | G      |
| Shadow Racing Team              | 17  | Alan Jones          | Shadow DN8    | Ford Cosworth DFV 3.0 V8  | G      |
| Durex Team Surtees              | 18  | Hans Binder         | Surtees TS19  | Ford Cosworth DFV 3.0 V8  | G      |
| Beta Team Surtees               | 19  | Vittorio Brambilla  | Surtees TS19  | Ford Cosworth DFV 3.0 V8  | G      |
| Walter Wolf Racing              | 20  | Jody Scheckter      | Wolf WR3      | Ford Cosworth DFV 3.0 V8  | G      |
| Team Tissot Ensign with Castrol | 22  | Clay Regazzoni      | Ensign N177   | Ford Cosworth DFV 3.0 V8  | G      |
| Theodore Racing Hong Kong       | 23  | Patrick Tambay      | Ensign N177   | Ford Cosworth DFV 3.0 V8  | G      |
| Ligier Gitanes                  | 26  | Jacques Laffite     | Ligier JS7    | Matra MS76 3.0 V12        | G      |
| Ligier Gitanes                  | 27  | Jean-Pierre Jarier  | Ligier JS7    | Matra MS76 3.0 V12        | G      |
| Meritsu Racing Team             | 50  | Kunimitsu Takahashi | Tyrrell 007   | Ford Cosworth DFV 3.0 V8  | D      |
| Kojima Engineering              | 51  | Noritake Takahara   | Kojima KE009  | Ford Cosworth DFV 3.0 V8  | B      |
| Heroes Racing Corporation       | 52  | Kazuyoshi Hoshino   | Kojima KE009  | Ford Cosworth DFV 3.0 V8  | B      |

## Klassifikationen

### Startaufstellung
| Pos. | Fahrer              | Konstrukteur       | Zeit    | Ø-Geschwindigkeit | Start |
| ---- | ------------------- | ------------------ | ------- | ----------------- | ----- |
| 01   | Mario Andretti      | Lotus-Ford         | 1:12,23 | 217,256 km/h      | 01    |
| 02   | James Hunt          | McLaren-Ford       | 1:12,39 | 216,776 km/h      | 02    |
| 03   | John Watson         | Brabham-Alfa Romeo | 1:12,49 | 216,477 km/h      | 03    |
| 04   | Hans-Joachim Stuck  | Brabham-Alfa Romeo | 1:13,01 | 214,935 km/h      | 04    |
| 05   | Jacques Laffite     | Ligier-Matra       | 1:13,08 | 214,729 km/h      | 05    |
| 06   | Jody Scheckter      | Wolf-Ford          | 1:13,15 | 214,524 km/h      | 06    |
| 07   | Carlos Reutemann    | Ferrari            | 1:13,32 | 214,026 km/h      | 07    |
| 08   | Jochen Mass         | McLaren-Ford       | 1:13,37 | 213,880 km/h      | 08    |
| 09   | Vittorio Brambilla  | Surtees-Ford       | 1:13,37 | 213,880 km/h      | 09    |
| 10   | Clay Regazzoni      | Ensign-Ford        | 1:13,52 | 213,444 km/h      | 10    |
| 11   | Kazuyoshi Hoshino   | Kojima-Ford        | 1:13,55 | 213,357 km/h      | 11    |
| 12   | Alan Jones          | Shadow-Ford        | 1:13,56 | 213,328 km/h      | 12    |
| 13   | Riccardo Patrese    | Shadow-Ford        | 1:13,58 | 213,270 km/h      | 13    |
| 14   | Gunnar Nilsson      | Lotus-Ford         | 1:13,66 | 213,038 km/h      | 14    |
| 15   | Patrick Depailler   | Tyrrell-Ford       | 1:14,16 | 211,602 km/h      | 15    |
| 16   | Patrick Tambay      | Ensign-Ford        | 1:14,22 | 211,431 km/h      | 16    |
| 17   | Jean-Pierre Jarier  | Ligier-Matra       | 1:14,25 | 211,345 km/h      | 17    |
| 18   | Ronnie Peterson     | Tyrrell-Ford       | 1:14,26 | 211,317 km/h      | 18    |
| 19   | Noritake Takahara   | Kojima-Ford        | 1:14,36 | 211,033 km/h      | 19    |
| 20   | Gilles Villeneuve   | Ferrari            | 1:14,51 | 210,608 km/h      | 20    |
| 21   | Hans Binder         | Surtees-Ford       | 1:14,73 | 209,988 km/h      | 21    |
| 22   | Kunimitsu Takahashi | Tyrrell-Ford       | 1:14,88 | 209,567 km/h      | 22    |
| 23   | Alex Ribeiro        | March-Ford         | 1:15,01 | 209,204 km/h      | 23    |

### Rennen
| Pos. | Fahrer              | Konstrukteur       | Runden | Stopps | Zeit       | Start | Schnellste Runde |
| ---- | ------------------- | ------------------ | ------ | ------ | ---------- | ----- | ---------------- |
| 01   | James Hunt          | McLaren-Ford       | 73     | 1      | 1:31:51,68 | 02    |                  |
| 02   | Carlos Reutemann    | Ferrari            | 73     | 0      | + 1:02,45  | 07    |                  |
| 03   | Patrick Depailler   | Tyrrell-Ford       | 73     | 0      | + 1:06,39  | 15    |                  |
| 04   | Alan Jones          | Shadow-Ford        | 73     | 0      | + 1:06,61  | 12    |                  |
| 05   | Jacques Laffite     | Ligier-Matra       | 72     | 0      | DNF        | 05    |                  |
| 06   | Riccardo Patrese    | Shadow-Ford        | 72     | 0      | + 1 Runde  | 13    |                  |
| 07   | Hans-Joachim Stuck  | Brabham-Alfa Romeo | 72     | 1      | + 1 Runde  | 04    |                  |
| 08   | Vittorio Brambilla  | Surtees-Ford       | 71     | 2      | + 2 Runden | 09    |                  |
| 09   | Kunimitsu Takahashi | Tyrrell-Ford       | 71     | 0      | + 2 Runden | 22    |                  |
| 10   | Jody Scheckter      | Wolf-Ford          | 71     | 1      | + 2 Runden | 06    | 1:14,30 (71.)    |
| 11   | Kazuyoshi Hoshino   | Kojima-Ford        | 71     | 0      | + 2 Runden | 11    |                  |
| 12   | Alex Ribeiro        | March-Ford         | 69     | 0      | + 4 Runden | 23    |                  |
| –    | Gunnar Nilsson      | Lotus-Ford         | 63     | 0      | DNF        | 14    |                  |
| –    | Clay Regazzoni      | Ensign-Ford        | 43     | 0      | DNF        | 10    |                  |
| –    | John Watson         | Brabham-Alfa Romeo | 29     | 0      | DNF        | 03    |                  |
| –    | Jochen Mass         | McLaren-Ford       | 28     | 0      | DNF        | 08    |                  |
| –    | Patrick Tambay      | Ensign-Ford        | 14     | 0      | DNF        | 16    |                  |
| –    | Ronnie Peterson     | Tyrrell-Ford       | 5      | 0      | DNF        | 18    |                  |
| –    | Gilles Villeneuve   | Ferrari            | 5      | 0      | DNF        | 20    |                  |
| –    | Jean-Pierre Jarier  | Ligier-Matra       | 3      | 0      | DNF        | 17    |                  |
| –    | Mario Andretti      | Lotus-Ford         | 1      | 0      | DNF        | 01    |                  |
| –    | Hans Binder         | Surtees-Ford       | 1      | 0      | DNF        | 21    |                  |
| –    | Noritake Takahara   | Kojima-Ford        | 1      | 0      | DNF        | 19    |                  |

## WM-Stände nach dem Rennen
Die ersten sechs des Rennens bekamen 9, 6, 4, 3, 2 bzw. 1 Punkt(e). Es zählten nur die besten acht Ergebnisse aus den ersten neun Rennen und die besten sieben Ergebnisse aus den letzten acht Rennen. In der Konstrukteurswertung zählte nur das Ergebnis des bestplatzierten Fahrers eines Teams. Streichresultate sind in Klammern gesetzt.

### Fahrerwertung
| Pos. | Fahrer             | Konstrukteur                             | Punkte |
| ---- | ------------------ | ---------------------------------------- | ------ |
| 01   | Niki Lauda         | Ferrari                                  | 72     |
| 02   | Jody Scheckter     | Wolf-Ford                                | 55     |
| 03   | Mario Andretti     | Lotus-Ford                               | 47     |
| 04   | Carlos Reutemann   | Ferrari                                  | 42     |
| 05   | James Hunt         | McLaren-Ford                             | 40     |
| 06   | Jochen Mass        | McLaren-Ford                             | 25     |
| 07   | Alan Jones         | Shadow-Ford                              | 22     |
| 08   | Gunnar Nilsson     | Lotus-Ford                               | 20     |
| 09   | Patrick Depailler  | Tyrrell-Ford                             | 20     |
| 10   | Jacques Laffite    | Ligier-Matra                             | 18     |
| 11   | Hans-Joachim Stuck | March-Ford / Brabham-Alfa Romeo          | 12     |
| 12   | Emerson Fittipaldi | Copersucar-Ford                          | 11     |
| 13   | John Watson        | Brabham-Alfa Romeo                       | 9      |
| 14   | Ronnie Peterson    | Tyrrell-Ford                             | 7      |
| 15   | Carlos Pace †      | Brabham-Alfa Romeo                       | 6      |
| 16   | Vittorio Brambilla | Surtees-Ford                             | 6      |
| 17   | Clay Regazzoni     | Ensign-Ford                              | 5      |
| 18   | Patrick Tambay     | Ensign-Ford                              | 5      |
| 19   | Jean-Pierre Jarier | Penske-Ford / Shadow-Ford / Ligier-Matra | 1      |
| 20   | Riccardo Patrese   | Shadow-Ford                              | 1      |
| 21   | Renzo Zorzi        | Shadow-Ford                              | 1      |
| 22   | Rupert Keegan      | Hesketh-Ford                             | 0      |
| 23   | Patrick Nève       | March-Ford                               | 0      |
| 24   | Vern Schuppan      | Surtees-Ford                             | 0      |

| Pos. | Fahrer                | Konstrukteur               | Punkte |
| ---- | --------------------- | -------------------------- | ------ |
| 25   | Ingo Hoffmann         | Copersucar-Ford            | 0      |
| 26   | Danny Ongais          | Penske-Ford                | 0      |
| 27   | Alex Ribeiro          | March-Ford                 | 0      |
| 28   | Hans Binder           | Surtees-Ford / Penske-Ford | 0      |
| 29   | Brett Lunger          | March-Ford / McLaren-Ford  | 0      |
| 30   | Harald Ertl           | Hesketh-Ford               | 0      |
| 31   | Jackie Oliver         | Shadow-Ford                | 0      |
| 32   | Kunimitsu Takahashi   | Tyrrell-Ford               | 0      |
| 33   | Ian Scheckter         | March-Ford                 | 0      |
| 34   | Brian Henton          | March-Ford                 | 0      |
| 35   | Jacky Ickx            | Ensign-Ford                | 0      |
| 36   | Gilles Villeneuve     | McLaren-Ford / Ferrari     | 0      |
| 37   | Kazuyoshi Hoshino     | Kojima-Ford                | 0      |
| 38   | Larry Perkins         | B.R.M. / Surtees-Ford      | 0      |
| 39   | David Purley          | LEC-Ford                   | 0      |
| 40   | Emilio de Villota     | McLaren-Ford               | 0      |
| 41   | Arturo Merzario       | March-Ford / Shadow-Ford   | 0      |
| 42   | Ian Ashley            | Hesketh-Ford               | 0      |
| –    | Tom Pryce †           | Shadow-Ford                | 0      |
| –    | Boy Hayje             | March-Ford                 | 0      |
| –    | Jean-Pierre Jabouille | Renault                    | 0      |
| –    | Héctor Rebaque        | Hesketh-Ford               | 0      |
| –    | Bruno Giacomelli      | McLaren-Ford               | 0      |
| –    | Noritake Takahara     | Kojima-Ford                | 0      |

### Konstrukteurswertung
| Pos. | Konstrukteur       | Punkte  |
| ---- | ------------------ | ------- |
| 01   | Ferrari            | 95 (97) |
| 02   | Lotus-Ford         | 62      |
| 03   | McLaren-Ford       | 60      |
| 04   | Wolf-Ford          | 55      |
| 05   | Brabham-Alfa Romeo | 27      |
| 06   | Tyrrell-Ford       | 27      |
| 07   | Shadow-Ford        | 23      |
| 08   | Ligier-Matra       | 18      |
| 09   | Copersucar-Ford    | 11      |

| Pos. | Konstrukteur | Punkte |
| ---- | ------------ | ------ |
| 10   | Ensign-Ford  | 10     |
| 11   | Surtees-Ford | 6      |
| 12   | Penske-Ford  | 1      |
| 13   | March-Ford   | 0      |
| 14   | Hesketh-Ford | 0      |
| 15   | Kojima-Ford  | 0      |
| 16   | LEC-Ford     | 0      |
| –    | B.R.M.       | 0      |
| –    | Renault      | 0      |